# Mansão da família Kong
A Mansão da família Kong (chinês: 孔府, pinyin: Kǒng fǔ) foi a residência histórica dos descendentes diretos de Confúcio na cidade de Qufu, a cidade natal de Confúcio, localizada na província de Xantungue. As estruturas atuais, datam maioritariamente das dinastias Ming e Qing. A família governava a maior propriedade rural privada da China. A família Kong era a encarregada de executar elaboradas cerimónias religiosas em eventos como as sementeiras, as colheitas, honrar os mortos e aniversários. Hodiernamente, a mansão é um museu e é Património Mundial da UNESCO, sob o nome de "Templo e Cemitério de Confúcio e a Mansão da família Kong em Qufu".

## Estrutura

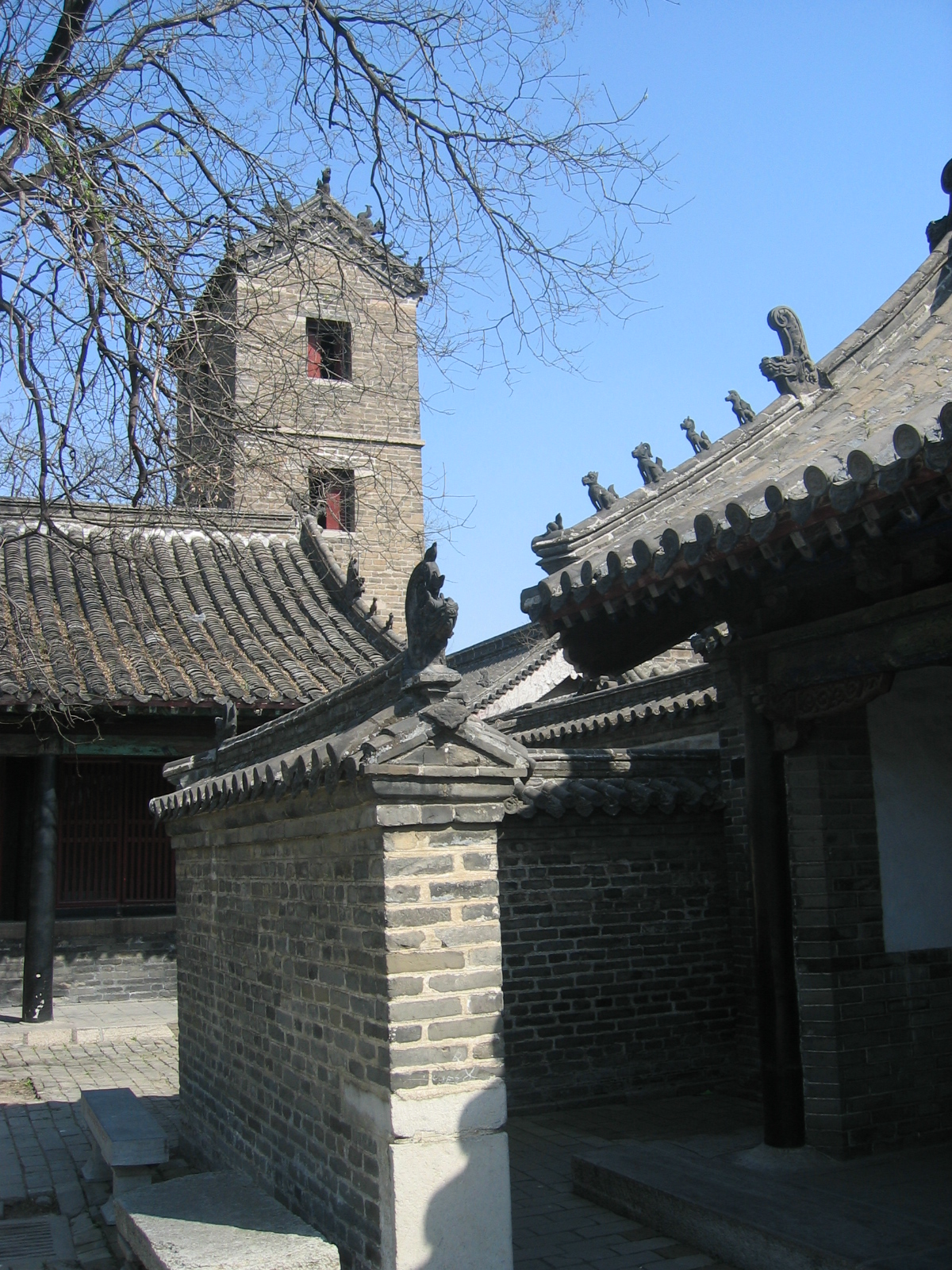
Torre de tugúrio da mansão.

A mansão está ao pé do Templo de Confúcio, mais específicamente a leste do mesmo, de facto, antigamente estava unida ao Templo. A estrutura da mansão é típicamente chinesa tradicional e separa os espaços oficiais através do estilo de yamen à frente do complexo dos espaços residenciais. Além do yamen e dos espaços interiores, o complexo também tem outras secções orientais e ocidental e também um jardim traseiro. Dentro desta estrutura geral, a distribuição espacial dos edifícios está organizada de acordo à idade, o género e o estatuto dos seus habitantes, refletindo o princípio confucionista de ordem e hierarquia. O descendente mais velho de Confúcio vivia no edifício central dos três principais que há; o seu irmão mais novo ocupava o edifício Yi Gun a leste. A secção leste foi usada pelo Duque de Yansheng para receber convidados oficiais e adorar os seus antepassados. A secção oeste foi usada para o estudo, as refeições e entreter amigos. Na sua disposição atual, a mansão tem cento e cinquenta e dois edifícios com quatrocentos e oitenta quartos, que cobrem uma área de 12 470 km². O seu edifício mais alto é a torre de quatro andares de refúgio (chinês: 避难楼, pinyin: Bìnán Lóu) que fora concebida como escudo durante um ataque mas nunca foi usada. A mansão alberga um arquivo com cerca de sessenta mil documentos relacionados com a vida na mansão por um período de quatrocentos anos durante as dinastias Ming e Qing.

## História
A primeira mansão da família Kong do Duque de Yansheng foi construída em 1038 durante a dinastia Song. Em 1377, a mansão foi deslocada e reconstruída sob as ordens do primeiro imperador da dinastia Ming. Em 1503, durante o reinado do Imperador Hongzhi, o complexo foi expandido para três ramas de edifícios com quinhentos e sessenta quartos e, tal como o vizinho Templo de Confúcio, nove pátios. Durante a dinastia Qing, a mansão sofreu ma renovação completa em 1838 mas seria danificada grandemente quarenta e oito anos depois por um fogo que destruiu as secções femininas em 1886. Mesmo durante o fogo, os homens não se atreveram a entrar na parte femínea da mansão para testilhar a labareda, levando a que esta parte fosse ainda mais afetada. As partes destruídas da mansão seriam reconstruídas dois anos depois; o custo de ambas renovações do século XIX foram afiançadas pelo Imperador. Apesar destas renovações, a Mansão da família Kong continua a ser o complexo residencial mais bem preservado da dinastia Ming. O último membro da família Kong à testa da mansão foi Kong Decheng, descendente de Confúcio na geração setenta e sete. Kong Decheng fugira para Xunquim devido à Segunda Guerra Sino-Japonesa em 1937. Ele não voltou a Qufu, indo morar para o Taiuã durante a Guerra Civil Chinesa.
Há outra Mansão da família Kong em Quzhou erguida pelos pósteros austrais de Confúcio.